# Geum constrictohirtistylis
Geum constrictohirtistylis är en rosväxtart som beskrevs av G. Panigrahi och K.M. Purohit. Geum constrictohirtistylis ingår i släktet nejlikrotsläktet, och familjen rosväxter. Inga underarter finns listade i Catalogue of Life.